# Arjan Plat
Arjan Plat (Nieuw-Buinen, 18 december 1992) is een Nederlandse singer-songwriter uit Drenthe. Hij kwam herhaald in de media met zijn muziekproject "...Maar dan Engels", waarin hij Nederlandstalige liedjes vertaalt naar Engelstalige countrysongs.

## Carrière
Plat begon zijn muzikale carrière in 2013 met eigen werk en covers. In 2020 startte hij met het project ...Maar dan Engels. Binnen dit project maakt hij Engelstalige countryversies van bekende Nederlandstalige nummers.
Zijn bekendste single is My Guardian Angel, gebaseerd op Mijn Engelbewaarder van de Belgische zangeres Mieke, geschreven door Pierre Kartner. Plat schreef zijn versie in 2020 en speelde deze live op de radio; de officiële release volgde in 2022. In 2023 kreeg het nummer meer bekendheid via TikTok, wat leidde tot airplay op Qmusic. Samen met zijn band Arjan Plat & De Partners In Crime speelde hij het nummer in het RTV Drenthe-programma Djammen. Dit optreden werd ook besproken in het WNL-programma Goedemorgen Nederland op NPO 1, waarin Plat telefonisch toelichting gaf.
Naast My Guardian Angel bracht hij onder dezelfde formule diverse andere singles uit:
- Walk Away (2020) – gebaseerd op Ga Maar Weg van Jannes[1]
- Cabin Near The Bridge (2023) – gebaseerd op Huisje Bij De Brug van Wies Cavé[3]
- I've Got These Feelings (2024) – gebaseerd op Ik Krijg Een Heel Apart Gevoel Van Binnen van Corry Konings[3]
- Keep Playing! (2024) – gebaseerd op De Speelman van het Sneeuwbal Trio[5]
- One More Lie (2025) – gebaseerd op Jij Denkt Maar Dat Je Alles Mag Van Mij geschreven door Pierre  Kartner, en eerder al uitgevoerd door de Belgische zangeres Marleen, de Nederlandse zanger André Hazes, en de eveneens Nederlandse Liesbeth[6]

Daarnaast bracht Plat ook enkele losse nummers uit:
- We'll Shine Tonight (2013)
- Heroes (2017) – cover van David Bowie
- Hoog ien 't noorden (2018) – als lid van het gelegenheidsproject De Noorderlingen, samen met Burdy, Henk Harders, Jessy, Bert Zwier en Olaf Vos

### Waardering
Zijn Engelstalige versies werden positief ontvangen. Zo deelde Corry Konings de bewerking van haar lied via Facebook, en het Sneeuwbal Trio werkte mee aan de videoclip van diens versie van De Speelman.

## Hitnoteringen

### Drentse 1000 (RTV Drenthe)[8]
- My Guardian Angel – #399 (2023), #89 (2024)
- Keep Playing! – #323 (2024)
- I've Got These Feelings – #138 (2024)
- Cabin Near The Bridge – #169 (2023)
- Walk Away – #647 (2023), #113 (2024)

### Noord 9 (RTV Noord)
- Cabin Near The Bridge – 2 weken genoteerd, hoogste positie: #4 (2023)
- I've Got These Feelings – 5 weken genoteerd, hoogste positie: #6 (2024)

### GigantFM (Gigantische 100)
- Walk Away – #13 (2020), #15 (2021), #11 (2022), #6 (2023), #13[9] (2024)
- My Guardian Angel – MEGAGIGANT (2022), #24[9] (2024)
- I've Got These Feelings – MEGAGIGANT (2024)
- Keep Playing! – MEGAGIGANT (2024)
- One More Lie – MEGAGIGANT (2025)